# Chrysomus
Genre
Chrysomus est un genre d'oiseaux de la famille des Icteridae.

## Description et Habitat
Les mâles de l'espèce Chrysomus ruficapillus ont une taille moyenne de 20cm et une masse moyenne de 40g (environ) tandis que les femelles ont une masse moyenne légèrement inférieure. Les individus de l'espèce C. ruficapilus vivent dans des marais, aux abords des rizières ou encore dans des prairies humides. Le régime alimentaire inclut des graines et des insectes. La période de reproduction s'étend de Novembre à Mars. L'espèce n'est pas menacée.
Les mâles et femelles de l'espèce Chrysomus icterocephalus ont une taille moyenne de 20cm, les mâles ont une masse moyenne de 35g (environ) et les femelles de 27g. Le haut de la poitrine et la tête des mâles est jaune. Un des chants des mâles est constitué de brèves notes suivies d'un violent bourdonnement. Les individus de l'espèce C. icterocephalus vivent dans des marais permanents ou saisonniers avec des plantes émergentes type Typha. Le régime alimentaire inclut des insectes et des graines. La période de reproduction s'étend de Juillet à Octobre au Venuzuela, de Mai à Novembre à Trinidad (Cuba). L'espèce n'est pas menacée.

## Liste des espèces
D'après la classification de référence (version 5.2, 2015) du Congrès ornithologique international (ordre phylogénique) :
- Chrysomus ruficapillus – Carouge à calotte rousse
- Chrysomus icterocephalus – Carouge à capuchon